# Ömer Kahveci
Ömer Kahveci (* 15. Februar 1992 in Kahramanmaraş) ist ein türkischer Fußballtorhüter, der aktuell für Bucaspor tätig ist.

## Spielerkarriere

### Verein
Kahveci begann mit dem Vereinsfußball in der Jugend des Amateurvereins Cesurspor in der südtürkischen Hafenstadt Adana und wechselte 2005 in die Jugend des Traditionsvereins Adana Demirspor. Hier erhielt er im Sommer 2007 einen Profivertrag, wurde aber weiterhin fast zwei Jahre lang nur in der Jugend- bzw. Reservemannschaft eingesetzt. Zur Relegationsphase der TFF 2. Lig-Saison 2008/09 wurde er in den Profikader aufgenommen. Sein Profidebüt gab er dabei am 10. Mai 2009 bei einer Relegationsbegegnung der TFF 2. Lig gegen Turgutluspor. Die nachfolgende Saison spielte er weiterhin für die Jugendmannschaft, wurde bei den Profis aber auch als Ersatztorhüter eingesetzt. Im Februar 2010 erkämpfte er sich als achtzehnjähriger den Posten des Stammtorhüters.
Zur Saison 2010/11 wechselte er ablösefrei zum Süper-Lig-Aufsteiger Bucaspor. Hier spielte er in seiner ersten Saison überwiegend für die Reservemannschaft und war bei den Profis Ersatzkeeper. Nachdem der Abstieg Bucaspors feststand wurde Kahveci als Stammtorhüter eingesetzt und machte bis zum Saisonende vier Erstligabegegnungen. In der Spielzeit 2011/12 war als in 31 Ligapartien tätig.

### Nationalmannschaft
Kahveci durchlief ab der türkischen U-17- bis zur U-21-Nationalmannschaften nahezu alle Jugendnationalmannschaften der Türkei. 2009 nahm er mit der türkischen U-17-Auswahl an der U-17-Fußball-Weltmeisterschaft 2009 teil und erreichte mit seiner Mannschaft das Viertelfinale.
Mit der U-19 nahm er an der U-19-Fußball-Europameisterschaft 2011 teil, schied bereits in der Gruppenphase mit seiner Mannschaft aus dem Turnier aus.

## Erfolge
- Türkische U-17-Nationalmannschaft:
  - Teilnahme an der U-17-Fußball-Weltmeisterschaft (1): 2009

- Türkische U-19-Nationalmannschaft:
  - Teilnahme an der U-19-Fußball-Europameisterschaft (1): 2011